# New Castle (Delaware)
New Castle város az USA Delaware államában, New Castle megyében. Lakosainak száma 5551 fő (2020).

## Népesség
A település népességének változása:

| 2010 | 5 285 |
| 2020 | 5 551 |